# 8. februar
8. februar je 39. dan leta v gregorijanskem koledarju. Ostaja še 326 dni (327 v prestopnih letih).

## Dogodki
- 1431 – Sigismund Luksemburški v Nürembergu ustanovi Zmajev viteški red
- 1807 – z neodločenim izidom se konča dan prej začeta bitka pri Eylauu
- 1815 – dunajski kongres na pritisk Združenega kraljestva izda izjavo proti trgovini s sužnji
- 1874 – v Sankt Peterburgu premiera opere Boris Godunov Modesta Musorgskega
- 1904 – začetek rusko-japonske vojne
- 1918 – prvič izzide ameriški vojaški tednik Stars and Stripes
- 1921 – Lenin v spomenici napove novo ekonomsko politiko
- 1942 – Albert Speer je imenovan za ministra za oborožitev in vojno proizvodnjo rajha
- 1943 – Rdeča armada osvobodi Kursk
- 1945 – anglo-kanadska ofenziva med Meuso in Renom
- 1950 – v NDR ustanovljena tajna služba Stasi
- 1984 – v Sarajevu se prično 14. zimske olimpijske igre
- 1992 – v Albertvillu se prično 16. zimske olimpijske igre
- 2002 – v Salt Lake Cityu se prično 19. zimske olimpijske igre

## Rojstva
- 411 – Prokl, grški filozof, matematik († 485)
- 1191 – Jaroslav II. Vladimirski, veliki knez Vladimir-Suzdala († 1246)
- 1291 – Alfonz IV., portugalski kralj († 1357)
- 1405 – Konstantin XI. Paleolog, bizantinski cesar († 1453)
- 1630 – Pierre Daniel Huet, francoski teolog († 1721)
- 1677 – Jacques Cassini II., francoski astronom, geograf († 1756)
- 1688 – Emanuel Swedenborg, švedski znanstvenik, filozof, teozof († 1772)
- 1762 – Gia Long, vietnamski cesar († 1820)
- 1777 – Bernard Courtois, francoski kemik († 1838)
- 1794 – Friedlieb Ferdinand Runge, nemški kemik († 1867)
- 1805 – Louis Auguste Blanqui, francoski politični aktivist in socialist († 1881)
- 1812 – Agenor Goluchowski, poljsko-avstrijski politik († 1875)
- 1819 – John Ruskin, angleški socialni filozof, slikar, umetnostni kritik in zgodovinar umetnosti († 1900)
- 1822 – Maxime du Camp, francoski fotograf, pisatelj († 1894)
- 1828 – Jules Verne, francoski pisatelj († 1905)
- 1834 – Dimitrij Ivanovič Mendelejev, ruski kemik († 1907)
- 1869 – Ivan Oražen, slovenski zdravnik, dobrotnik († 1921)
- 1878 – Martin Buber, avstrijsko-izraelski filozof († 1965)
- 1921 – Julia Jean Turner - Lana Turner, ameriška filmska igralka († 1995)
- 1925 – Jack Uhler Lemmon III., ameriški filmski igralec († 2001)
- 1931 – James Byron Dean, ameriški filmski igralec († 1955)
- 1941 – Nicholas King »Nick« Nolte, ameriški filmski igralec
- 1955 – John Grisham, ameriški pisatelj
- 1959 – Bojana Beović, slovenska infektologinja in političarka
- 1970 – Nataša Prah, slovenska diplomatka

## Smrti
- 1008 – cesar Kazan, 65. japonski cesar (* 967)
- 1204 – Aleksej IV. Angel, bizantinski cesar (* 1182)
  - Nikolaj Kanabos, bizantinski cesar
- 1250 – Robert I., grof Artoisa, sin francoskega kralja Ludvika VIII. (* 1216)
  - William II. Longespée, angleški vitez, križar (* 1212)
- 1265 – Hulegu Kan, mongolski vojskovodja, ustanovitelj perzijskega Ilkanata (* 1218)
- 1296 – Pšemislav II., vojvoda Velikopoljske, poljski kralj (* 1257)
- 1314 – Helena Anžujska, srbska kraljica (* 1236)
- 1725 – Peter I. Veliki, ruski car (po julijanskem koledarju umrl 28. januarja) (* 1672)
- 1751 – Niccolò Salvi, italijanski kipar (* 1697)
- 1778 – Henri-Louis Caïn - Lekain, francoski gledališki igralec (* 1729)
- 1849 – France Prešeren, slovenski pesnik (* 1800)
- 1856 – Agostino Bassi, italijanski bakteriolog (* 1773)
- 1871 – Moritz von Schwind, avstrijsko-nemški slikar (* 1804)
  - Nasif Jaziji, libanonski učenjak (* 1800)
- 1874 – David Friedrich Strauss, nemški teolog in biblicist (* 1808)
- 1905 – Jay Cooke, ameriški finančnik (* 1821)
- 1917 – admiral Anton Haus, avstrijski mornariški častnik ( * 1851)
- 1918 – Louis Renault, francoski pravnik, učitelj, nobelovec (* 1843)
- 1921 – Josip Ipavec, slovenski zdravnik, skladatelj (* 1873)
  - Peter Aleksejevič Kropotkin, ruski intelektualec, anarhist, geograf, raziskovalec (* 1842)
- 1923 – Bernard Bosanquet, britanski filozof (* 1848)
- 1935 – Max Liebermann, nemški slikar (* 1847)
- 1957 – John von Neumann, madžarsko-ameriški matematik (* 1903)
  - Walther Wilhelm Georg Bothe, nemški fizik, nobelovec 1954 (* 1891)
- 1960 – John Langshaw Austin, angleški filozof in jezikoslovec (* 1911)
- 1974 – Fritz Zwicky, švicarski astronom (* 1898)
- 1975 – sir Robert Robinson, angleški kemik, nobelovec 1947 (* 1886)
- 1980 – Leopold Suhodolčan, slovenski pisatelj (* 1928)
- 1995 – Józef Maria Bocheński, poljski logik in filozof (* 1902)
- 1999 – Jean Iris Murdoch, irsko-britanska pisateljica, filozofinja (* 1919)
- 2023 – Branka Veselinović, srbska igralka (* 1918)

## Prazniki in obredi
- Slovenija – Prešernov dan, slovenski kulturni praznik

## Goduje
- sveti Egidij od svetega Jožefa
- mučenci iz Frigije
- sveti Adavkt
- sveti Janez de Matha
- sveta Jakoba Frangipani
- sveti Juvencij